# Els Amics de les Arts
|  | Per a altres significats, vegeu «Amics de les Arts (desambiguació)». |

Els Amics de les Arts és un grup de música català creat l'any 2005 a Barcelona, d'estil folk-pop, avant, pop d'autor. Els seus membres són Dani Alegret, Joan Enric Barceló i Ferran Piqué. Es donaren a conèixer amb dues maquetes editades entre 2005 i 2006 i es feren populars gràcies al disc Bed & Breakfast (Discmedi, 2009). Els seus següents àlbums foren Espècies per catalogar (Discmedi, 2012), Només d'entrar hi ha sempre el dinosaure (Discmedi, 2014), Un estrany poder (Discmedi, 2017) i El senyal que esperaves (Discmedi, 2020). Es tracta d'un grup de pop amb pinzellades de música electrònica. Les lletres parlen de situacions quotidianes i entre els seus recursos lírics es poden destacar els jocs de paraules i la ironia.

## Història
El grup va néixer en un pis de Barcelona, on els quatre joves van coincidir per estudis. Eduard Costa (nascut el 1977), natural de Banyoles, estava fent un doctorat de ciències ambientals; Ferran Piqué (nascut el 1980), reusenc, feia la carrera d'art dramàtic; Joan Enric Barceló (nascut el 1981), de Vidreres, va fer la filologia anglesa a la UAB i tres anys d'art dramàtic al Col·legi de Teatre de Barcelona; i Dani Alegret (el més jove, del 1983), barceloní, compaginava els estudis de filosofia a la UAB amb el grau superior de composició i arranjaments del Taller de Músics.

### Primera etapa, primer àlbum d'estudi
Els Amics de les Arts es formaren l'any 2005, quan es van autoproduir la maqueta Catalonautes (Pistatxo Records, 2005), que van presentar al concurs Sona9. Arribaren a la final del concurs i s'endugueren el premi a Millor grup per votació popular. Continuaren la seva activitat tot i estar repartits per Estats Units, Itàlia, Regne Unit i Catalunya i l'any 2006 es van autoproduir l'EP Roulotte Polar (Pistatxo Records, 2006), que van distribuir de manera gratuïta per internet.
L'any 2008 publicaren el seu primer disc d'estudi, titulat Castafiore Cabaret (Pistatxo Records, 2008). Es gravà a casa de Dani Alegret, contenia sis cançons noves i fou el seu primer àlbum a distribuir-se físicament. Al juliol d'aquell any, es distribuïren 8.000 còpies del disc amb la revista Enderrock (núm. 153), que també dedicà un reportatge especial al grup. En directe presentaren el disc amb la Gira Castafiore, que els portà per esdeveniments i sales com la Fira de Música al Carrer de Vilaseca, al Festinoval de Lleida, a La Mirona, a la Sala Apolo, el Minifestival de Músiques Independents de Barcelona o el Festival D9.CAT de Palma, entre d'altres.

### Bed&Breakfasti l'èxit
Al maig del 2009, Els Amics de les Arts tragueren un disc de rareses anomenat Càpsules Hoi-Poi, que contenia tres cançons.
A l'estiu del 2009 entraren a l'estudi Nòmada57 de Barcelona per gravar el seu nou treball, Bed & Breakfast (Discmedi, 2009). Aquest disc suposà un punt inflexió a la carrera d'Els Amics de les Arts, ja que els feu guanyar un Disc d'Or després de superar les 30.000 còpies venudes, així com el Premi Impala de l'Associació Europea de Discogràfiques Independents que s'atorga a totes les formacions que superen les 20.000 unitats venudes. També els portà guardons com deu premis Bed & Breakfast d'Enderrock, el Disc Català de l'Any de Ràdio 4 i el Premi Cerverí. Presentaren Bed & Breakfast arreu de Catalunya i acabaren la gira amb un total de 123 actuacions i dos concerts al Palau de la Música Catalana, on van exhaurir les localitats en poques hores. També el presentaren a Madrid, València, Illes Balears i feren una gira per Alemanya.
El gener del 2011 Els Amics de les Arts protagonitzaren, juntament amb l'actor Quim Gutiérrez, l'anunci promocional d'Estrella Damm, patrocinador oficial del FC Barcelona, que duia el lema #quetenim i que va ser un èxit a les xarxes socials.

### Espècies per catalogariNomés d'entrar hi ha sempre el dinosaure
El seu tercer disc fou Espècies per catalogar (Discmedi, 2012), que es va gravar entre Barcelona (Rosazul) i Girona (44.1) i va ser produït per Ferran Conangla i Els Amics de les Arts. El disc contenia instrumentació d'acordió, violins i sons electrònics. Aquest treball els situà al número 1 d'iTunes España i els feu pujar directament al quart lloc de la llista de discs més venuts a l'Estat Espanyol. El presentaren pels festivals més importants de Catalunya: Cap Roig, Festival Grec, Protalblau, Porta Ferrada o Sons del Món, entre d'altres. Durant aquesta gira tocaren per més de 100.000 espectadors entre Catalunya, Madrid, Bilbao, Glasgow i València. Espècies per catalogar fou Disc d'Or poques setmanes després de sortir al mercat i rebé diversos Premis Enderrock de la Música Catalana, el Premi Altaveu, el Premi Arc 2012 a la millor gira per teatres i auditoris i el Premi UFI, atorgat per les discogràfiques independents.
El 2013 publicaren un CD-DVD titulat Tenim dret a fer l'animal (Discmedi, 2013) enregistrat en directe a la Sala Razzmatazz durant el concert final de la gira. El mateix any presentaren la cançó «La ciutat entre dos blaus», melodia oficial del Campionat del Món de natació de 2013 celebrat a Barcelona.
A l'abril del 2014 publicaren Només d'entrar hi ha sempre el dinosaure (Discmedi, 2014), que suposà el seu quart disc d'estudi. El single de l'àlbum fou «Ja no ens passa», que s'oferí en descàrrega gratuïta durant 5 hores i del qual se'n feren més de 6.000 descàrregues. Durant la primera setmana, va ser el segon disc més venut d'Espanya, segons Promusicae i a l'abril del 2015 aconseguí ser Disc d'Or. També rebé dos premis Enderrock per millor portada i millor cançó.
A l'abril del 2015, per celebrar el seu desè aniversari, Els Amics de les Arts editaren l'EP La taula petita, que contenia dues cançons inèdites.
El 30 de juliol van fer el primer dels dos concerts de celebració al Teatre Grec de Barcelona. El segon concert va ser el dia 6 d'agost al festival Cap Roig.

### Un estrany poderi un trio
El 24 de febrer del 2017 publiquen un nou disc, amb el títol de Un estrany poder. La producció de les dotze cançons que l'integren va a càrrec de Tony Doogan, reconegut productor de prestigi internacional que ha treballat per grups com Belle & Sebastian, Mogwai, Teenage Fan Club i artistes com David Byrne. La masterització del disc es fa a Sterling Sound (NYC) sota les ordres de Greg Calbi.
La gira de presentació del disc els porta a fer més de 80 concerts majoritàriament a Catalunya, País Valencià i les Illes Balears. Cançons com «El seu gran hit», «Les coses »i «30 dies sense cap accident» esdevenen himnes indispensables en totes les actuacions.
Al març del 2018, la Crítica dels Premis Enderrock els reconeix com a Millor Artista de l'any. També s'enduen el Premi ARC 2018 a la Millor gira per teatres i auditoris.
Al novembre de 2018, clouen la gira amb un concert especial anomenat Symphonic Project, que repassa algunes de les seves cançons més representatives amb l'acompanyament d'una orquestra simfònica i el Cor de Noies de l'Orfeó Català. El concert també significa l'adéu d'Eduard Costa, que deixa el grup per emprendre un projecte en solitari, L'Últim Indi.

### El senyal que esperavesi la cançó de l'estiu de TV3
Durant l'any 2019, el grup farà una gira de concerts internacionals i prepararà un nou disc, previst per 2020. Com avançament del nou àlbum, El senyal que esperaves, va presentar el single «El meu cos» el gener de 2020. Després, com a conseqüència de la pandèmia de coronavirus, la publicació de l'àlbum va retardar fins al 18 de setembre. Però abans, el grup va llançar un triplet de discos EP, amb el nom comú Els dies més dolços. Contenen versions acústiques, i des de casa, de cançons conegudes el grup, produïts durant el confinament d'aquell any.
L'estiu de 2021, any després de la publicació de l'últim disc, la Corporació Catalana de Mitjans Audiovisuals va triar a Els Amics De Les Arts per a posar la banda sonora a la temporada d'estiu de TV3. El trio ho va fer amb «No se com t'ho fas», on hi destacava una melodia de trombons. Uns mesos abans ja havien col·laborat amb The Tyets a «Amics, tiets i coneguts», i a finals d'any van publicar una nova versió del seu èxit «Jean-Luc» junt amb Pablo López.
El novembre de 2022 el grup va publicar l'EP Vides llunyanes amb una nadala homònima i una versió de «El noi de la mare», i uns mesos abans encara van fer una altra col·laboració amb La Pegatina a «La meva gent».

### Pares normals
El novembre de 2022 s'estrenava Pares normals, una comèdia musical original de Els Amics De Les Arts, Marc Artigau i Minoria Absoluta, al Teatre Poliorama de Barcelona. Tot i que els diversos membres del grup ja havien participat en musicals, aquest va ser el primer escrit sota el nom de la banda. Sempre havien tingut les ganes de fer un musical, pel que quan Jordi Sellas, de Minoria Absoluta, els ho va proposar, no van poder dir que no.
L'obra parla de l’Aran i dels seus pares, qui no podrien ser més diferents. El dia que l'Aran decideix explicar als seus pares que vol començar una nova vida lluny de casa, un inesperat accident trenca tots els seus plans. Obligat a replantejar-se qui és, a qui estima de debò i quines són les coses realment importants, iniciarà un viatge que el portarà més lluny del que mai s'hauria imaginat. Els papers principals van ser interpretats per Enric Cambray, Júlia Bonjoch, Albert Pérez i Annabel Totusaus.

### Allà on voliaiLes paraules que triem no dir
Poc després de l'estrena del seu musical, el març de 2023 Els Amics De Les Arts van presentar el seu nou disc d'estudi: Allà on volia (Pistatxo Records, 2023). Aquest va ser el primer disc del grup publicat pel seu propi segell, Pistaxo Records. El productor en va tornar a ser l'escocès Tony Doogan. Els principals senzills d'aquest disc van ser «Citant Mercè Rodoreda» i «La nit sembla que serà nostra», aquesta útlima en col·laboració amb Amaral.
A les acaballes de l'estiu del mateix 2023, van publicar el senzill «Tothom es separa» com a "anticançó" de l'estiu, una batxata que parla sobre com el final de l'estiu és l'època en què, segons l'estadística, més parelles es separen. El novembre del mateix any van publicar la cançó «Saps fer-ho», en col·laboració amb Lildami.
Només un any després de l'anterior disc, Els Amics De Les Arts va publicar el seu següent disc, Les paraules que triem no dir (Pistatxo Records, 2024). Aquest disc inclou la nadala «Aquests dinars», publicada per les festes de l'any anterior. Aquest disc va ser produït per Tony Doogan i Manu Guix.

### 20 anys d'Amics
Amb motiu del seu 20è aniversari com a grup, van publicar l'àlbum 20 anys d’Amics, on van revisitar i reinterpretar 20 de les seves cançons més conegudes, cadascuna amb un o més artistes catalans o internacionals.
El 15 de novembre de 2024 van publicar els tres primers senzills, que van ser 4-3-3, Citant Mercè Rodoreda i Ja no ens passa. El 20 de desembre van publicar Jean-Luc i L’home que treballa fent de gos. El 6 de gener de 2025 van publicar El senyal que esperaves i No ho entens. Després, entre el 14 de febrer i el 18 d'abril, cada divendres van publicar una nova cançó. Finalment, el 23 d’abril, Diada de Sant Jordi, van publicar l’àlbum complet amb la resta de cançons.

## Membres del grup

### Membres actuals
- Joan Enric Barceló Fàbregas (2005 - present): veu i guitarra acústica.
- Ferran Piqué Fargas (2005 - present): veu i guitarra elèctrica.
- Dani Alegret Ruiz (2005 - present): veu, piano i orgue Hammond.

### Antics membres
- Eduard Costa (2005 - 2018): veu i glockenspiel.

### Membres de gira
- Pol Cruells Raurich: baix elèctric.
- Ramon Aragall Sabiron: bateria.

## Discografia

### Discos d'estudi
| • Castafiore Cabaret (2008)                                                                                     |
| --- |
| (Pistatxo Records) 1. «Déja-Vu» 2. «A vegades» 3. «V» 4. «L'endocrina» 5. «Exercici 60» 6. «El Código da Vinci» |

| • Bed & Breakfast (2009) |
| --- |
| (Discmedi) 1. «Jean-Luc» 2. «4-3-3» 3. «Les meves ex i tu» 4. «Liverpool» 5. «L'home que va matar Liberty Valance» 6. «La merda se'ns menja» 7. «L'home que treballa fent de gos» 8. «Reykjavik» 9. «Els binocles d'en Pere» 10. «Super Bon Noi» 11. «Armengol» 12. «Bed&Breakfast» 13. «Per mars i muntanyes» |

| • Espècies per catalogar (2012) |
| --- |
| (Discmedi) 1. «L'affaire Sofia» 2. «L'home que dobla en Bruce Willis» 3. «Monsieur Cousteau» 4. «Els ocells» 5. «Louisiana o els camps de cotó» 6. «Carnaval» 7. «A aquestes alçades de la pel·lícula» 8. «Ciència-ficció» 9. «Miracles» 10. «L'arquitecte» 11. «El matrimoni Arnolfini» 12. «Tots els homes d'Escòcia» |

| • Només d'entrar hi ha sempre el dinosaure (2014) |
| --- |
| (Discmedi) 1. «Museu d'Història Natural» 2. «Corredor de fons» 3. «Ja no ens passa» 4. «El mite de Prometeu» 5. «Els bons fotògrafs» 6. «L'hivern (que la van abduir)» 7. «Noble art» 8. «M’he aficionat al ball» 9. «A mercè d'un so» 10. «Apunto Shakespeare» 11. «La dona vestigi» 12. «Preferiria no fer-ho» |

| • Un estrany poder (2017) |
| --- |
| (Sony Music) 1. «Les coses» 2. «30 dies sense cap accident» 3. «Apologia de la ingenuïtat» 4. «Primer en la línia successòria» 5. «Un estrany poder» 6. «La llum que no se'n va» 7. «Salvador» 8. «No ho entens» 9. «Casa en venda» 10. «El seu gran hit» 11. «Suïssa» 12. «El vent tallant» |

| • El senyal que esperaves (2020) |
| --- |
| (Música Global / Universal Music) 1. «No vam saber tornar» 2. «El senyal que esperaves» 3. «Semblava que fossis tu» 4. «Als abismes» 5. «Adéu» 6. «Juliol 1994» 7. «Et vaig dir» 8. «El meu cos» 9. «Kokoschka» 10. «Mentrestant» |

| • Allà On Volia (2023) |
| --- |
| (Pistatxo Records) 1. «De Córrer per Tot Nova York» 2. «La Nit Sembla Que Serà Nostra» 3. «Un Bon Exemple» 4. «Cada Cel» 5. «Estimeu-me» 6. «Citant Mercè Rodoreda» 7. «Un Dia Com un Altre» 8. «Allà On Volia» |

| • Les paraules que triem no dir (2024) |
| --- |
| (Pistatxo Records) 1. «Les paraules que triem no dir» 2. «Sort que sou aquí» 3. «Tothom es separa» 4. «Dormir al teu costat» 5. «Aquests dinars» 6. «Els desperfectes» 7. «Un gran cometa» |

| • 20 anys d'Amics (2025) |
| --- |
| 1. «Jean-Luc» (amb Sidonie) 2. «Ja no ens passa» (amb La Pegatina) 3. «Citant Mercè Rodoreda» (amb Judit Neddermann) 4. «Les paraules que triem no dir» (amb Manu Guix) 5. «El matrimoni Arnolfini» (amb Balkan Paradise Orchestra) 6. «4-3-3» (amb The Tyets) 7. «Tothom es separa» (amb Tomeu Penya) 8. «Sort que sou aquí» (amb La Fúmiga) 9. «El seu gran hit» (amb Santi Balmes) 10. «Preferiria no fer-ho» (amb Scotty DK) 11. «Louisiana o els camps de cotó» (amb Marco Mezquida i Sergio Dalma) 12. «No ho entens» (amb Lluís Gavaldà) 13. «Reykjavík» (amb Kevin Johansen) 14. «El senyal que esperaves» (amb Sopa de Cabra) 15. «L'home que treballa fent de gos» (amb Andrea Motis) 16. «Et vaig dir» (amb Roger Mas) 17. «Apunto Shakespeare» (amb Amulet i OR (O-ERRA)) 18. «Ciència-ficció» (amb Joan Dausà) 19. «Dejà-vu» (amb Alba Careta) 20. «Carnaval» (amb Figa Flawas) |

### Discos en directe
| • Tenim dret a fer l'animal - En directe (2013) |
| --- |
| (Discmedi) 1. «Carnaval» 2. «Monsieur Cousteau» 3. «Miracles» 4. «Ciència-ficció» 5. «La merda se'ns menja» 6. «L'home que treball fent de gos» 7. «L'home que dobla en Bruce Willis» 8. «Armengol» 9. «A vegades» 10. «Les meves ex i tu» 11. «Els ocells» 12. «Louisiana o els camps de cotó» 13. «Aquestes alçades de la pel·lícula» 14. «Jean-luc» 15. «Tots els homes d'Escòcia» 16. «Bed & Breakfast» 17. «4-3-3» 18. «El matrimoni Arnolfini» 19. «Tren transsiberià» 20. «Louisiana o els camps de cotó (acústic)» |

- 10 anys (Pistatxo Records, 2015) - CD+DVD en directe amb la col·laboració de Vicens Martín Dream Big Band al Festival Jardins de Cap Roig (Calella de Palafrugell)

### Maquetes i especials
- Catalonautes (Pistatxo Records, 2005, maqueta)
- Roulotte Polar (Pistatxo Records, 2006, maqueta)
- Càpsules Hoi-poi (Pistatxo Records, 2009) - Disc de rareses
- Les mans plenes (Pistatxo Records, 2009) - Col·laboració amb el fanzine Malalletra
- Non-non (Pistatxo Records, 2009) - Col·laboració amb el fanzine Malalletra
- Submarí Pop. Tribut català a The Beatles (Grup Enderrock, 2010) - Recopilatori
- Bed & Breakfast (Discmedi, 2010) - Edició especial
- La taula petita (Pistatxo Records / Clipper's sounds, 2015) - EP
- Giralunas. Un homenaje a Luis Eduardo Aute (Sony, 2015) - Versió de les Quatre i deu.
- Els dies més dolços vol#1, Els dies més dolços vol#2 i Els dies més dolços vol#3 (2020, un trio de EP's, Música Global/ Universal Music)
- Vides llunyanes (Pistatxo Records, 2022) - EP

## Premis

### Bed & Breakfast(2009)
- Disc d'Or entregat per la Indústria musical Promusicae[5]
- 10 Premis Enderrock incloent el Millor Disc 2009 per la crítica i Millor Directe pel públic.[5]
- Disc Català de l'Any 2010 entregat per Ràdio 4.[5]
- Premi Impala Silver (2010) de la Indústria Fonogràfica Independent Europea (+ de 20.000 còpies venudes)[5]
- Finalistes Premis UFI (Unión Fonográfica Independiente) a Millor Artista Myspace.[29]
- Nominats als Premis ARC a Millor Grup 2010[30]
- Premi Cerverí 2010 a la Millor Lletra de Cançó per Reikiavyk[5]
- Premi Impala Double Silver 2012 per la Indústria Fonogràfica Independent Europea (+ de 40.000 còpies venudes)[31]

### Espècies per catalogar(2012)
- Disc d'Or per la Indústria musical Promusicae[32]
- Premi Impala Silver per la Indústria Fonogràfica Independent Europea (+ de 20.000 còpies venudes)[33]
- Premi Altaveu 2012 en reconeixement de la trajectòria musical del grup[34]
- Premi Arc 2012 per la Millor Gira de Teatres i Auditoris[35]
- Louisiana o els camps de cotó nominada a Millor Cançó del 2012 per iCat.[36]
- 4 Premis Enderrock 2012 per Millor Artista Pop-Rock, Millor lletra de cançó per “Louisiana o els camps de cotó“, Millor videoclip per "Monsieur Cousteau" i Millor pàgina Web[37]
- Premi Nacional El Vallenc a la Projecció Artística del grup[38]
- Premio de Música Independiente – UFI 2013 a Mejor Álbum cantado en catalán[39]

### Només d'entrar hi ha sempre el dinosaure(2014)
- Disc d'Or per la Indústria musical Promusicae.
- Premi Enderrock a Millor cançó i Millor portada.
- Premio de Música Independiente – UFI 2014 a Mejor Álbum cantado en catalán
- Guanyador dels premis ARC 2015 a Millor gira per festivals.[40]